# Latarnia Morska Arctowski
Latarnia Morska Arctowski – latarnia morska Polskiej Stacji Antarktycznej im. Henryka Arctowskiego, położona na Wyspie Króla Jerzego w Antarktyce na Skałce Latarnia (ang. Latarnia Rock) – wysokim bazaltowym bloku skalnym około 220 metrów na wschód od zabudowań stacji na cyplu u wybrzeży Zatoki Admiralicji. Na zatoce, w bezpośrednim sąsiedztwie latarni, leży grupa skał zwana Przylądkiem Kormoranów. Latarnia ułatwiająca nawigację świeci całą dobę, jest zasilana agregatem.

## Dane techniczne
- Położenie: 62°09'32" S 58°28'01" W
- Wysokość wieży: 6,00 m[1]
- Wysokość światła: 20,00 m n.p.m.[1]
- Zasięg światła: 8 Mm[1]
- Charakterystyka światła: Blaskowe
  - Okres: 9,0 s
  - Blask: 3,0 s
  - Przerwa: 6,0 s

## Historia
Latarnię rozpoczęto budować w grudniu 1977 roku, a oddano do użytku 16 marca 1978 roku. W 2006 roku latarnię wyremontowano i zmieniono oryginalne malowanie na dwa pasy – biały na górze i czerwony na dole a na nich czarny, pionowy napis „ARCTOWSKI”.

## Galeria

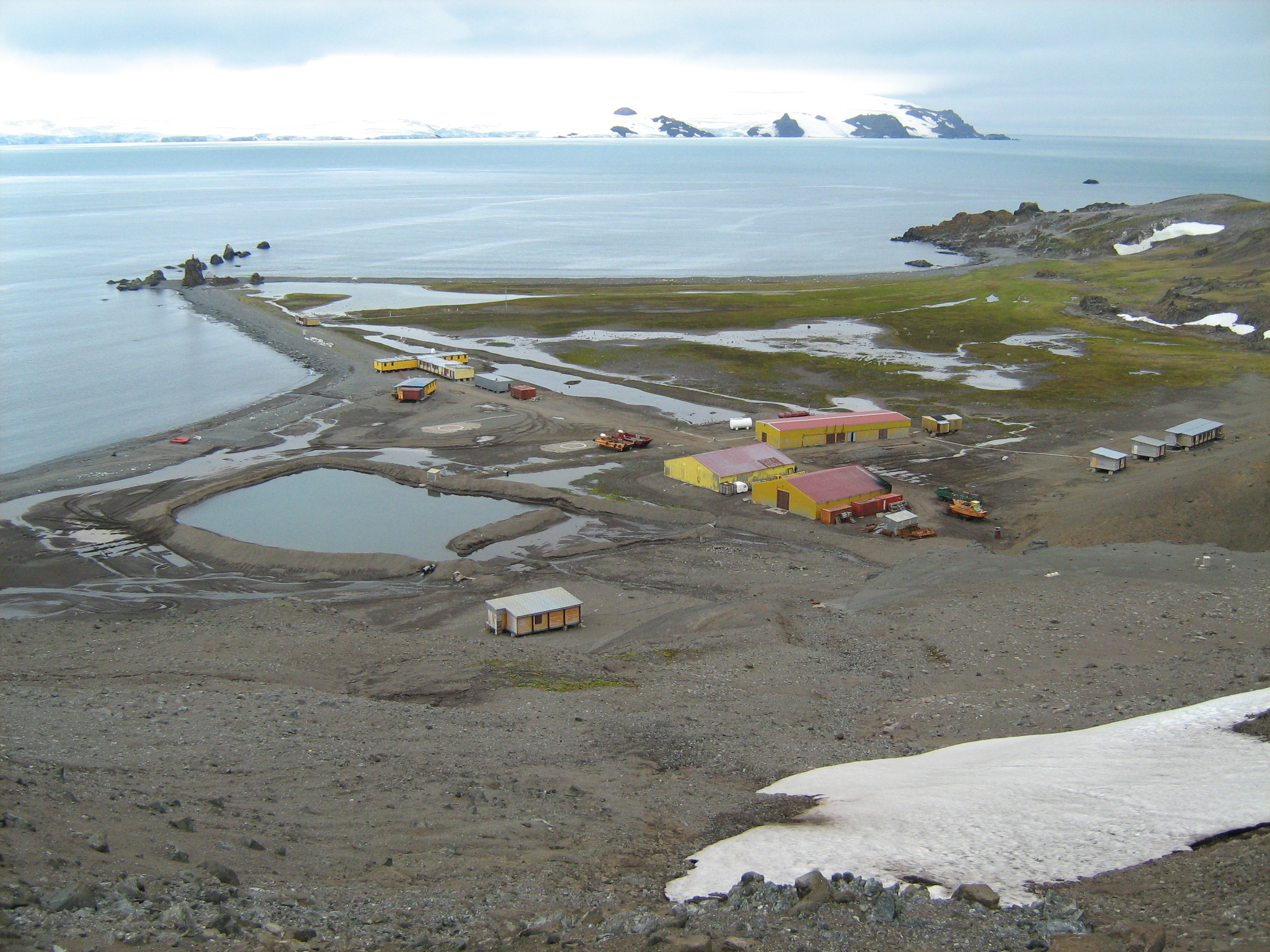
Widok ze stoku Hala na Polską Stację Antarktyczną im. Henryka Arctowskiego
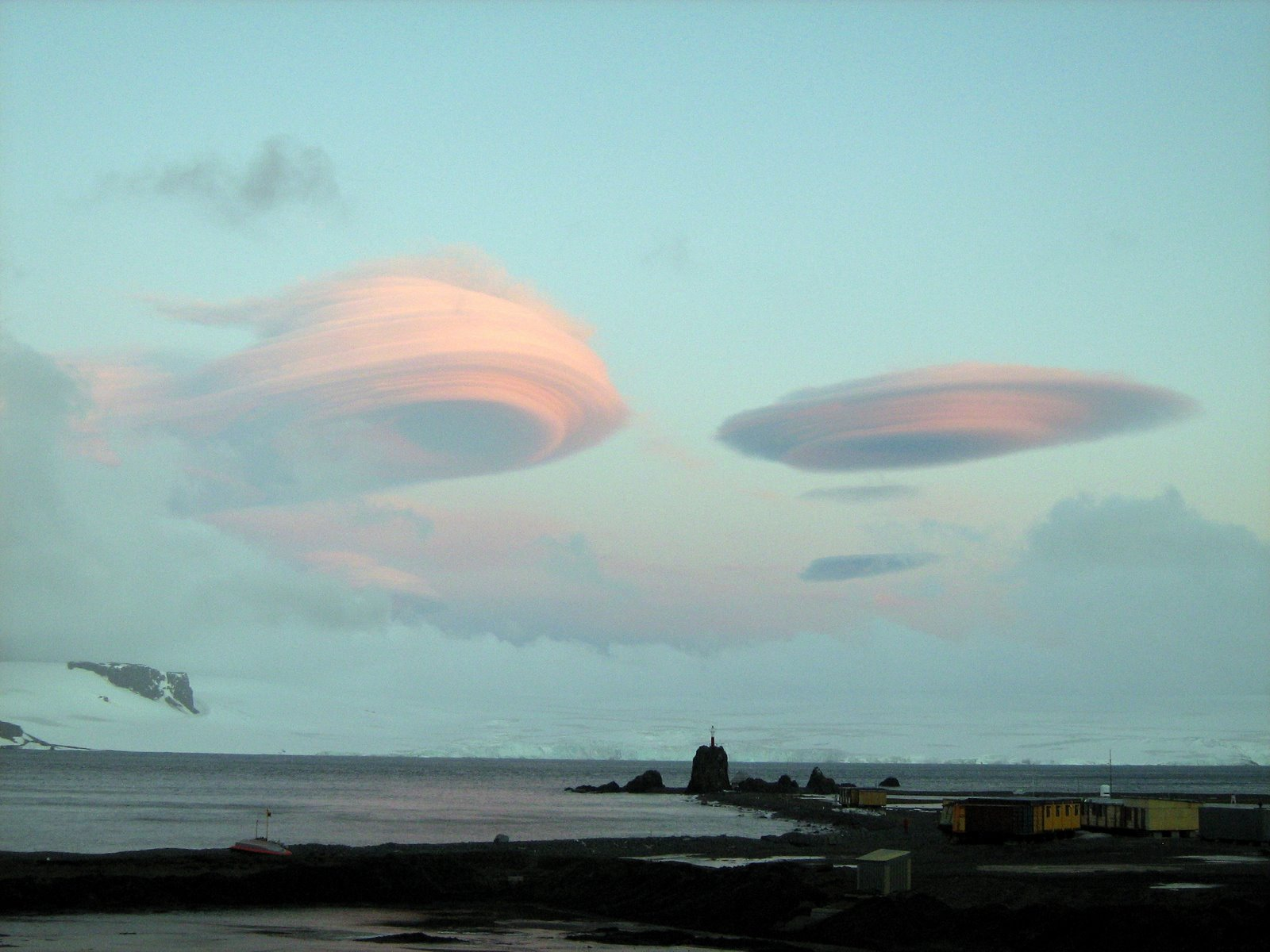
Chmury soczewkowate nad Polską Stacją Antarktyczną im. Henryka Arctowskiego
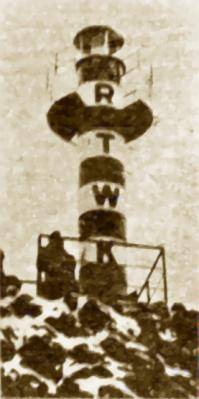
Wygląd latarni do roku 2006
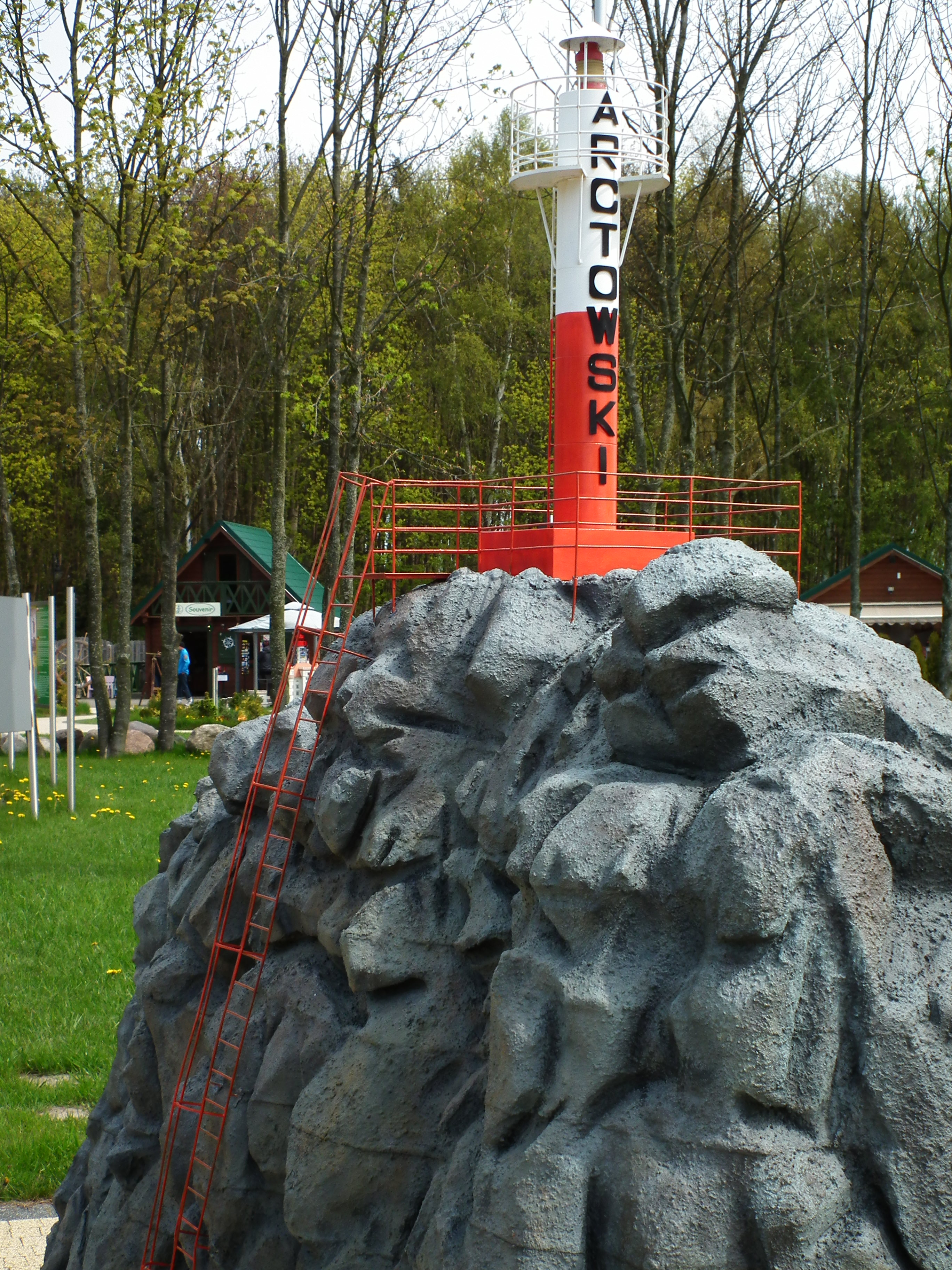
Latarnia w Parku Miniatur Latarni Morskich w Niechorzu
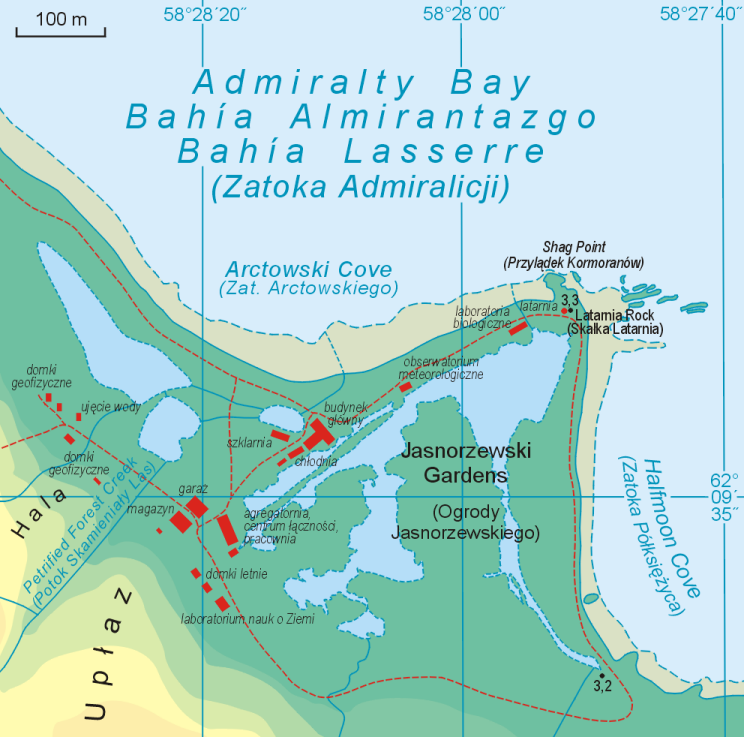
Położenie latarni na mapie Polskiej Stacji Antarktycznej im. Henryka Arctowskiego